# Tournoi de tennis de Tampere
L'Aamulehti Tampere Open est un tournoi international de tennis masculin du circuit professionnel Challenger. Il a lieu tous les ans au mois de juillet à Tampere, en Finlande. Il a été créé en 1982 et se joue sur terre battue en extérieur.

## Palmarès messieurs

### Simple
| Année | Vainqueur                              | Finaliste                              | Score                                  |
| ----- | -------------------------------------- | -------------------------------------- | -------------------------------------- |
| 1982  | Peter Bastiansen                       | Steve Krulevitz                        | 3-6, 7-5, 6-2                          |
| 1983  | Marko Ostoja                           | Scott Lipton                           | 6-4, 6-2                               |
| 1984  | Luca Bottazzi                          | Peter Svensson                         | 6-2, 6-3                               |
| 1985  | Jonas Svensson                         | Massimo Cierro                         | 7-5, 7-5                               |
| 1986  | Christian Bergström                    | Massimo Cierro                         | 4-6, 7-5, 6-4                          |
| 1987  | Magnus Gustafsson                      | Conny Falk                             | 6-2, 6-4                               |
| 1988  | Andres Vysand                          | Christer Allgårdh                      | 6-1, 6-1                               |
| 1989  | Lars Jonsson                           | Andres Vysand                          | 7-5, 6-7, 6-4                          |
| 1990  | Renzo Furlan                           | Fernando Luna                          | 6-3, 6-3                               |
| 1991  | Claudio Pistolesi                      | Veli Paloheimo                         | 7-6, 6-4                               |
| 1992  | Kenneth Carlsen                        | Bart Wuyts                             | 4-6, 7-6, 7-6                          |
| 1993  | Christian Ruud                         | Xavier Daufresne                       | 6-4, 6-3                               |
| 1994  | Brent Larkham                          | Alejo Mancisidor                       | 7-6, 1-6, 6-3                          |
| 1995  | Galo Blanco                            | Christian Bergström                    | 6-3, 6-1                               |
| 1996  | Attila Savolt                          | Jacobo Diaz                            | 7-6, 1-6, 6-4                          |
| 1997  | Attila Savolt                          | Todd Larkham                           | 7-5, 6-0                               |
| 1998  | Tomáš Zíb                              | Tommi Lenho                            | 4-6, 6-2, 7-6                          |
| 1999  | Radomir Vasek                          | Martin Spottl                          | 7-5, 2-6, 6-0                          |
| 2000  | Johan Van Herck                        | Olivier Mutis                          | 6-3, 6-0                               |
| 2001  | Jarkko Nieminen                        | Mathias Hellström                      | 6-1, 6-0                               |
| 2002  | Jarkko Nieminen                        | Richard Gasquet                        | 7-5, 7-62                              |
| 2003  | Robin Söderling                        | Igor Andreev                           | 6-4, 6-1                               |
| 2004  | Boris Pashanski                        | Éric Prodon                            | 6-2, 3-6, 6-2                          |
| 2005  | Boris Pashanski                        | Roko Karanusic                         | 7-65, 4-6, 7-5                         |
| 2006  | Florian Mayer                          | Ernests Gulbis                         | 7-64, 2-6, 6-3                         |
| 2007  | Éric Prodon                            | Peter Luczak                           | 64-7, 6-4, 6-4                         |
| 2008  | Mathieu Montcourt                      | Flavio Cipolla                         | 6-2, 6-2                               |
| 2009  | Thiemo de Bakker                       | Peter Luczak                           | 6-4, 7-67                              |
| 2010  | Éric Prodon                            | Leonardo Tavares                       | 6-4, 6-4                               |
| 2011  | Éric Prodon                            | Augustin Gensse                        | 6-1, 3-6, 6-2                          |
| 2012  | João Sousa                             | Éric Prodon                            | 7-65, 6-4                              |
| 2013  | Jesse Huta Galung                      | Maxime Teixeira                        | 6-4, 6-3                               |
| 2014  | David Goffin                           | Jarkko Nieminen                        | 7-63, 6-3                              |
| 2015  | Tristan Lamasine                       | Andre Ghem                             | 6-3, 6-2                               |
| 2016  | Kimmer Coppejans                       | Aslan Karatsev                         | 6-4, 3-6, 7-5                          |
| 2017  | Calvin Hemery                          | Pedro Sousa                            | 6-3, 6-4                               |
| 2018  | Tallon Griekspoor                      | Juan Ignacio Londero                   | 6-3, 2-6, 6-3                          |
| 2019  | Mikael Ymer                            | Tallon Griekspoor                      | 6-3, 5-7, 6-3                          |
| 2020  | Édition annulée (pandémie de Covid-19) | Édition annulée (pandémie de Covid-19) | Édition annulée (pandémie de Covid-19) |
| 2021  | Jiří Lehečka                           | Nicolás Kicker                         | 5-7, 6-4, 6-3                          |
| 2022  | Zsombor Piros                          | Harold Mayot                           | 6-2, 1-6, 6-4                          |
| 2023  | Sumit Nagal                            | Dalibor Svrcina                        | 6-4, 7-5                               |
| 2024  | Daniel Rincon                          | Calvin Hemery                          | 6-1, 7-64                              |

### Double
| Année | Vainqueurs                             | Finalistes                              | Score                                  |
| ----- | -------------------------------------- | --------------------------------------- | -------------------------------------- |
| 1982  | Magnus Tideman Jörgen Windahl          | Stanislav Birner Francisco González     | 6-4, 7-6                               |
| 1983  |                                        |                                         |                                        |
| 1984  |                                        |                                         |                                        |
| 1985  |                                        |                                         |                                        |
| 1986  |                                        |                                         |                                        |
| 1987  |                                        |                                         |                                        |
| 1988  |                                        |                                         |                                        |
| 1989  |                                        |                                         |                                        |
| 1990  |                                        |                                         |                                        |
| 1991  |                                        |                                         |                                        |
| 1992  |                                        |                                         |                                        |
| 1993  |                                        |                                         |                                        |
| 1994  |                                        |                                         |                                        |
| 1995  |                                        |                                         |                                        |
| 1996  |                                        |                                         |                                        |
| 1997  |                                        |                                         |                                        |
| 1998  | Tobias Hildebrand Fredrik Lovén        | Julian Knowle Christophe Rochus         | 7-6, 1-6, 6-0                          |
| 1999  | Petr Dezort Radomír Vašek              | Jarkko Nieminen Timo Nieminen           | 6-1, 6-1                               |
| 2000  | Ville Liukko Jarkko Nieminen           | Steven Randjelovic Dušan Vemić          | 6-0, 4-6, 6-3                          |
| 2001  | Stephen Huss Lee Pearson               | Tuomas Ketola Jarkko Nieminen           | 7-5, 65-7, 6-4                         |
| 2002  | Doug Bohaboy Nick Rainey               | Tuomas Ketola Jarkko Nieminen           | 6-4, 6-2                               |
| 2003  | Igor Andreev Dmitry Vlasov             | Ignacio Hirigoyen Nicolás Todero        | 7-64, 6-1                              |
| 2004  | Andres Dellatorre Diego Moyano         | Lassi Ketola Tuomas Ketola              | 6-4, 3-6, 6-4                          |
| 2005  | Marc Gicquel Édouard Roger-Vasselin    | Adam Chadaj Filip Urban                 | 6-4, 4-6, 6-1                          |
| 2006  | Thierry Ascione Édouard Roger-Vasselin | Lauri Kiiski Tero Vilen                 | 5-7, 6-2, [12-10]                      |
| 2007  | Johan Brunström Mohammed Ghareeb       | Jukka Kohtamäki Mika Purho              | 6-2, 7-65                              |
| 2008  | Ervin Eleskovic Michael Ryderstedt     | Harri Heliövaara Henri Kontinen         | 6-3, 6-4                               |
| 2009  | Peter Luczak Youri Chtchoukine         | Simone Vagnozzi Uros Vico               | 6-1, 66-7, [10-4]                      |
| 2010  | João Sousa Leonardo Tavares            | Andis Juška Deniss Pavlovs              | 7-64, 7-5                              |
| 2011  | Jonathan Dasnières de Veigy David Guez | Pierre-Hugues Herbert Nicolas Renavand  | 5-7, 6-4, [10-5]                       |
| 2012  | Michael Linzer Gerald Melzer           | Niels Desein André Ghem                 | 6-1, 7-63                              |
| 2013  | Henri Kontinen Goran Tošić             | Ruben Gonzales Chris Letcher            | 6-4, 6-4                               |
| 2014  | Ruben Gonzales Sean Thornley           | Elias Ymer Anton Zaitcev                | 65-7, 7-610, [10-8]                    |
| 2015  | André Ghem Tristan Lamasine            | Harri Heliövaara Patrik Niklas-Salminen | 7-65, 7-64                             |
| 2016  | David Pérez Sanz Max Schnur            | Steven de Waard Andreas Mies            | 6-4, 6-4                               |
| 2017  | Sander Gillé Joran Vliegen             | Lucas Gómez Juan Ignacio Londero        | 6-2, 65-7, [10-3]                      |
| 2018  | Markus Eriksson André Göransson        | Ivan Gakhov Alexander Pavlioutchenkov   | 6-3, 3-6, [10-7]                       |
| 2019  | Sander Arends David Pel                | Ivan Nedelko Alexander Zhurbin          | 6-0, 6-2                               |
| 2020  | Édition annulée (pandémie de Covid-19) | Édition annulée (pandémie de Covid-19)  | Édition annulée (pandémie de Covid-19) |
| 2021  | Pedro Cachín Facundo Mena              | Orlando Luz Felipe Meligeni Alves       | 7-5, 6-3                               |